# Simfonia núm. 13 (Weinberg)
La Simfonia núm. 13, op. 115, de Mieczysław Weinberg va ser composta el 1976 i dedicada a la memòria de la seva mare, Sarra Kotlitski, que havia mort, amb el seu pare i la seva germana, al Camp de concentració de Trawniki a principis dels anys quaranta. No hi va haver cap actuació pública en el moment de la seva creació. A partir de la Simfonia núm. 14 del 1977, Weinberg va assegurar la direcció de les noves simfonies amb Vladímir Fedosséiev. No es va enregistrar fins al 2017.
Consta d'un sol moviment de 35 minuts. Tot i que utilitza les textures de la música de cambra, està escrita per a una gran orquestra i amb una construcció complexa. El compositor aconsegueix que la simfonia sigui emocionalment intensa desplegant diversos motius que evolucionen al llarg de l'obra tot aconseguint que diferents blocs fragmentats de melodies s'uneixin a mesura que va avançant l'obra.
Segons Fanning, seria comparable a la Tretzena de Miaskovski o a les simfonies posteriors de Schnittke (núm. 6 i 8). Segons Barnett, també recorda a Allan Pettersson i a William Schuman.